# Bilzen
Bilzen (Limburgs: Bilze) is een stad en deelgemeente van Bilzen-Hoeselt in Belgisch Limburg gelegen ongeveer halverwege tussen Hasselt en Maastricht. De stad is de hoofdplaats van het kieskanton en het gerechtelijk kanton Bilzen en telt ruim 32.000 inwoners in 13 deelgemeenten, waarvan ongeveer een derde in Bilzen zelf woont. De stad ligt op de grens van de Limburgse Kempen en Haspengouw. Bilzen was een gemeente totdat het op 1 januari 2025 deel werd van de fusiegemeente Bilzen-Hoeselt.

## Toponymie
Bilzen werd voor het eerst vermeld in 950 als Beila, in 1096 als Belisia. Dit zou verwijzen naar de Keltische godheid Belenos of afstammen van het Keltische Belisa, dat helder water betekent. Ook werd wel de naam Beukenbilzen gebruikt, zoals Bucholtbilsen in 1239, dit ter onderscheid van Eikenbilzen (Eigenbilzen).

## Geschiedenis
In de Romeinse periode bestond Bilzen als een kleine nederzetting langs de heerbaan Tongeren - Nijmegen. Archeologische vondsten uit de prehistorie en de Romeinse tijd bevestigen de vroege bewoning van deze streek.
Vermoedelijk begon de vroegmiddeleeuwse ontwikkeling van de plaats met de stichting van de Abdij van Munsterbilzen begin 8e eeuw. Bilzen zou dan zijn ontstaan uit een villa (Bilisia) van de Pepiniden, die een centrum in Munsterbilzen hadden. Vanaf de vroege middeleeuwen vestigden Frankische kolonisten zich op de steile Borreberg. In de 11de eeuw zou hier een houten vesting gestaan hebben.

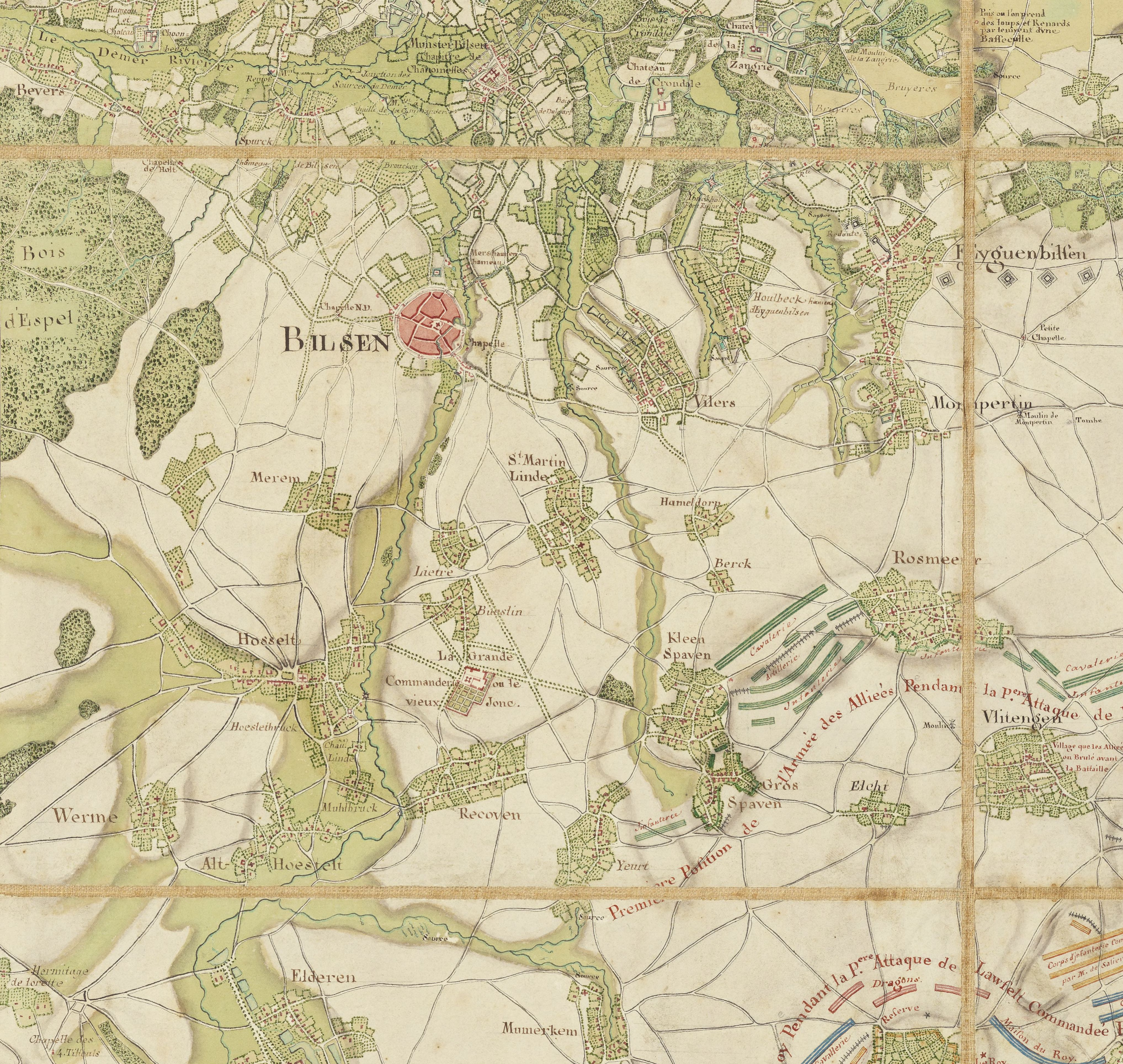
Bilzen en omgeving op een Franse kaart uit 1748

De versterkte nederzetting ontwikkelde zich, dankzij de ligging aan de Demer, tot een klein handelscentrum. Dit werd door graaf Lodewijk I van Loon (einde 12e eeuw) ingepalmd in ruil voor privileges en als bruidsschat geschonken aan diens dochter Geertruid, die huwde met Albert II van Moha. Of ook de stadsrechten bij deze privileges behoorden is niet duidelijk. Wel is het zeker dat Bilzen midden 13e eeuw als stad werd erkend.
In 1251 kreeg het de stadstitel van het Graafschap Loon, waar het ook de gele en rode kleuren in het wapenschild aan overhoudt. Langs de Demer werd een Begijnhof gesticht. In 1366 kwam het graafschap onder het bewind van de prins-bisschop van Luik en kreeg Bilzen het statuut van Goede Stad. De naam Bouchoultbilzen (Beukenbilzen, naar de drie beuken die aangeplant waren op het marktplein) onderscheidt de stad van zijn buren Munsterbilzen en Eigenbilzen. Ondertussen was de stad ook volledig omwald. De Zusters Franciscanessen bouwden er in de 15de eeuw een klooster, Onze-Lieve-Vrouw ter Engelen genaamd, hetwelk in 1836 door de Zusters van het Heilig Graf werd betrokken.
Tijdens de Luikse successiestrijd tussen Willem van der Marck en Johan van Horne in 1483 werd de stad nagenoeg helemaal verwoest en ontmanteld door de troepen van Keizer Maximiliaan I. In 1506 werd de stad herbouwd, maar in 1576 werd Bilzen geplunderd door de, uit Maastricht verjaagde, Duitse troepen. Vanaf 1623 heerste een pestepidemie. In 1636 waren het de Kroatische troepen van Jan van Weert die de stad in de as legden. Toen brak ook weer een pestepidemie uit. Dan waren het, in 1654, weer Lotharingse troepen die de stad plunderden, en in 1673 waren het Franse troepen. In 1678 vertrokken de Fransen weer, waarbij een deel van de stad afbrandde. In 1692 volgde plundering door Franse dragonders. Ook de Oostenrijkse Successieoorlog leidde tot plunderingen door troepen van beide partijen, zoals in 1747. Dit alles had te maken met de nabijheid van de vesting Maastricht. De talloze inkwartieringen van vreemde troepen hielden economische heropleving tegen. Na de Franse annexatie van het prinsbisdom Luik in 1795 werd Bilzen kantonhoofdplaats.
In 1839 werd de eerste grote verbindingsweg aangelegd, en wel van Bilzen naar Tongeren, in 1851 gevolgd door de steenweg op Hasselt. In 1856 kwam de spoorlijn van Hasselt naar Maastricht tot stand, en in 1863 ook de lijn van Hasselt naar Luik. Toen kreeg Bilzen een station. In 1876 werd ook een steenweg op Munsterbilzen voltooid, terwijl in 1932 een spoorlijn werd doorgetrokken naar de steenkoolmijn van Winterslag.
In 1880 kwam een hospitaal tot stand, dat door de Zusters van Barmhartigheid uit Ronse werd geleid. Dit werd het Sint-Martinusziekenhuis. Sinds 1991 is dit het Medisch Centrum Bilzen.
In 1870 werd Rijkhoven afgescheiden van Bilzen.

### Tweede Wereldoorlog
De gemeente werd op 15 mei 1940 bezet door het Duitse leger en bevrijd op 6 september 1944.
Tijdens de Tweede Wereldoorlog was er zeer veel collaboratie in Bilzen, en de stad kreeg de bijnaam "Klein Berlijn". Andere burgers namen deel aan het gewapend verzet. Minstens twee weerstanders werden naar het Auffanglager van Breendonk gedeporteerd. In de deelgemeente Hees staat een ereperk op de gemeentelijke begraafplaats.

### Fusie
In het kader van de fusiegolf van 2024-2025 is Bilzen vanaf 1 januari 2025 samen met Hoeselt opgegaan in de nieuwe fusiegemeente Bilzen-Hoeselt.

## Geografie

### Geografische ligging
Bilzen ligt net op de grens van de Kempen met Haspengouw. Het stadscentrum, Beverst en delen van Rijkhoven zijn gelegen in de Demervallei. Ten zuidoosten van de Demer heeft het landschap een typisch Haspengouws glooiend uitzicht. Bilzen grenst in het westen aan Hoeselt, in het noordwesten aan Diepenbeek, in het noorden aan Genk en Zutendaal, in het oosten aan Lanaken, in het zuiden aan Riemst en in het zuidwesten aan Tongeren.

### Kernen
Tijdens de fusie van Belgische gemeenten in 1977 fuseerde Bilzen met de gemeenten Beverst, Munsterbilzen, Eigenbilzen, Spouwen (een fusie van Grote-Spouwen, Kleine-Spouwen en Rijkhoven), Hees, Hoelbeek, Rosmeer, Waltwilder, Martenslinde en Mopertingen die allen deelgemeenten werden.

### Deelgemeenten
|    | Naam           | Opp. (km²) | Inwoners (2020) | Inwoners per km² | NIS-code |
| -- | -------------- | ---------- | --------------- | ---------------- | -------- |
| 1  | Bilzen         | 14,81      | 10.655          | 719              | 73006A   |
| 2  | Beverst        | 12,16      | 5.460           | 449              | 73006B   |
| 3  | Munsterbilzen  | 6,03       | 4.585           | 760              | 73006C   |
| 4  | Waltwilder     | 5,51       | 1.248           | 226              | 73006D   |
| 5  | Hoelbeek       | 4,00       | 544             | 136              | 73006E   |
| 6  | Eigenbilzen    | 8,23       | 2.290           | 278              | 73006F   |
| 7  | Mopertingen    | 1,78       | 1.243           | 699              | 73006G   |
| 8  | Hees           | 3,72       | 788             | 212              | 73006H   |
| 9  | Rosmeer        | 5,03       | 918             | 183              | 73006J   |
| 10 | Kleine-Spouwen | 2,63       | 1.035           | 393              | 73006K   |
| 11 | Grote-Spouwen  | 5,26       | 1.391           | 265              | 73006L   |
| 12 | Rijkhoven      | 4,71       | 1.357           | 288              | 73006M   |
| 13 | Martenslinde   | 2,10       | 951             | 453              | 73006N   |

### Andere kernen
Op het grondgebied van Beverst ligt nog het gehucht Schoonbeek, gescheiden van het centrum van Beverst door de Demer.

### Nabijgelegen kernen
Hoeselt

## Demografie

### Demografische evolutie voor de fusie
- Bron:NIS - Opm:1831 t/m 1970=volkstellingen op 31 december; 1976= inwonertal per 31 december
- 1880*: Afsplitsing van Rijkhoven in 1870

### Demografische ontwikkeling van de fusiegemeente
Alle historische gegevens hebben betrekking op de huidige gemeente, inclusief deelgemeenten, zoals ontstaan na de fusie van 1 januari 1977.
- Bronnen:NIS, Opm:1831 tot en met 1981=volkstellingen; 1990 en later= inwonertal op 1 januari

| Inwoners van jaar tot jaar op 1 januari 1992 tot heden | Inwoners van jaar tot jaar op 1 januari 1992 tot heden | Inwoners van jaar tot jaar op 1 januari 1992 tot heden |
| jaar                                                   | Aantal                                                 | Evolutie: 1992=index 100                               |
| ------------------------------------------------------ | ------------------------------------------------------ | ------------------------------------------------------ |
| 1992                                                   | 27.650                                                 | 100,0                                                  |
| 1993                                                   | 27.949                                                 | 101,1                                                  |
| 1994                                                   | 28.293                                                 | 102,3                                                  |
| 1995                                                   | 28.446                                                 | 102,9                                                  |
| 1996                                                   | 28.639                                                 | 103,6                                                  |
| 1997                                                   | 28.885                                                 | 104,5                                                  |
| 1998                                                   | 29.035                                                 | 105,0                                                  |
| 1999                                                   | 29.125                                                 | 105,3                                                  |
| 2000                                                   | 29.335                                                 | 106,1                                                  |
| 2001                                                   | 29.433                                                 | 106,4                                                  |
| 2002                                                   | 29.475                                                 | 106,6                                                  |
| 2003                                                   | 29.528                                                 | 106,8                                                  |
| 2004                                                   | 29.646                                                 | 107,2                                                  |
| 2005                                                   | 29.858                                                 | 108,0                                                  |
| 2006                                                   | 30.057                                                 | 108,7                                                  |
| 2007                                                   | 30.173                                                 | 109,1                                                  |
| 2008                                                   | 30.384                                                 | 109,9                                                  |
| 2009                                                   | 30.642                                                 | 110,8                                                  |
| 2010                                                   | 30.882                                                 | 111,7                                                  |
| 2011                                                   | 31.226                                                 | 112,9                                                  |
| 2012                                                   | 31.358                                                 | 113,4                                                  |
| 2013                                                   | 31.435                                                 | 113,7                                                  |
| 2014                                                   | 31.460                                                 | 113,8                                                  |
| 2015                                                   | 31.710                                                 | 114,7                                                  |
| 2016                                                   | 31.829                                                 | 115,1                                                  |
| 2017                                                   | 32.151                                                 | 116,3                                                  |
| 2018                                                   | 32.318                                                 | 116,9                                                  |
| 2019                                                   | 32.328                                                 | 116,9                                                  |
| 2020                                                   | 32.477                                                 | 117,5                                                  |
| 2021                                                   | 32.536                                                 | 117,7                                                  |
| 2022                                                   | 32.455                                                 | 117,4                                                  |
| 2023                                                   | 32.644                                                 | 118,1                                                  |
| 2024                                                   | 32.782                                                 | 118,6                                                  |

## Politiek

### Structuur
De gemeente Bilzen ligt in het kieskanton Bilzen en het provinciedistrict Tongeren, het kiesarrondissement Hasselt-Tongeren-Maaseik (identiek aan de kieskring Limburg).
| Bilzen           | Bilzen           | Supranationaal         | Nationaal                         | Nationaal          | Gemeenschap       | Gewest            | Provincie         | Arrondissement           | Provinciedistrict | Kanton          | Gemeente        |
| ---------------- | ---------------- | ---------------------- | --------------------------------- | ------------------ | ----------------- | ----------------- | ----------------- | ------------------------ | ----------------- | --------------- | --------------- |
| Administratief   | Niveau           | Europese Unie          | België                            | België             | Vlaanderen        | Vlaanderen        | Limburg           | Tongeren                 | Tongeren          | Tongeren        | Bilzen          |
| Administratief   | Bestuur          | Europese Commissie     | Belgische regering                | Belgische regering | Vlaamse regering  | Vlaamse regering  | Deputatie         | Deputatie                | Deputatie         | Deputatie       | Gemeentebestuur |
| Administratief   | Raad             | Europees Parlement     | Kamer van volksvertegenwoordigers | Vlaams Parlement   | Vlaams Parlement  | Vlaams Parlement  | Provincieraad     | Provincieraad            | Provincieraad     | Provincieraad   | Gemeenteraad    |
| Kiesomschrijving | Kiesomschrijving | Nederlands Kiescollege | Kieskring Limburg                 | Kieskring Limburg  | Kieskring Limburg | Kieskring Limburg | Kieskring Limburg | Hasselt-Tongeren-Maaseik | Tongeren          | Bilzen          | Bilzen          |
| Verkiezing       | Verkiezing       | Europese               | Federale                          | Federale           | Vlaamse           | Vlaamse           | Provincieraads-   | Provincieraads-          | Provincieraads-   | Provincieraads- | Gemeenteraads-  |

### Geschiedenis

#### Burgemeesters
| Tijdspanne | Tijdspanne  | Burgemeester                 |
| ---------- | ----------- | ---------------------------- |
|            | 1628 - 1629 | Laurentius Honinx            |
|            | ...         |                              |
|            | 1657 - 1658 | Henricus Honinx              |
|            | ...         |                              |
|            | 1947 - 1979 | Leon Haffmans                |
|            | 1979 - 1982 | Frans Wijnen (CVP)           |
|            | 1983 - 1989 | Johan Sauwens (VU)           |
|            | 1989 - 1994 | Pierre Stroeken (PVV)        |
|            | 1994 - 2001 | Johan Sauwens (VU)           |
|            | 2001 - 2012 | Johan Sauwens (CD&V)         |
|            | 2013 - 2018 | Frieda Brepoels (N-VA)       |
|            | 2019        | Bruno Steegen (Beter Bilzen) |
|            | 2019        | Frieda Brepoels (N-VA)       |
|            | 2019 - 2022 | Johan Sauwens (CD&V)         |
|            | 2022 - 2024 | Bruno Steegen (Beter Bilzen) |

#### Legislatuur 2001-2006
Na de breuk binnen de Volksunie, ging een deel van de partij verder onder de naam 'NIEUW', de groep rond Johan Sauwens. De overige ex-Volksunie'ers hergroepeerden zich onder de naam DEMO. Na de verkiezingen werd er een bestuursmeerderheid gesloten tussen NIEUW en de SP. In oktober 2001 verlieten Vijf NIEUW-mandatarissen de partij en trokken naar VLD, waaronder schepen Bruno Steegen. Na het Sint-Maartensfondsschandaal rond burgemeester Johan Sauwens, wou SP echter niet langer met Sauwens als burgemeester besturen. De coalitie werd opengebroken en de socialisten werden vervangen door de christendemocraten van de CD&V. Na de overstap van Sauwens naar de CD&V, voltrok er zich bij de etnisch-nationalisten een nieuwe breuk en ging een deel over naar de N-VA.

#### Legislatuur 2007-2012
Bij de verkiezingen van 2006 besloten sp.a, Groen! en DEMO13 de krachten te bundelen met de kartellijst PRO-Bilzen. Ook CD&V en NiEUW (de partij van Johan Sauwens) trokken als kartel naar de kiezer. Burgemeester was Johan Sauwens. Hij leidde een coalitie van CD&V-NIEUW en PRO-Bilzen.

#### Legislatuur 2013-2018
Lijsttrekkers waren Guy Swennen (PRO-Bilzen), Frieda Brepoels (N-VA), Johan Sauwens (CD&V-NIEUW), Bruno Steegen (Open Vld) en Annick Ponthier (Vlaams Belang). Opvallend daarbij is dat drie lijsttrekkers (met name Brepoels, Steegen en Sauwens) Volksunie-roots hebben. Burgemeester is Frieda Brepoels (N-VA). Zij leidt een coalitie bestaande uit N-VA, Pro Bilzen en Open Vld. Samen vormen ze de meerderheid met 20 op 31 zetels.

#### Legislatuur 2019-2024
Na de gemeenteraadsverkiezingen van oktober 2018 werd eerst een coalitie gevormd tussen het liberale Beter Bilzen, N-VA en het socialistische Bilzen Bruist, die samen 16 van de 31 zetels hadden behaald. Bruno Steegen (Beter Bilzen) werd burgemeester. Door een geldig verklaarde klacht van oppositiepartij Trots op Bilzen bij de Raad van State werd in april 2019 geoordeeld dat de gemeenteraadsverkiezingen moesten worden overgedaan, waardoor het oude gemeentebestuur onder leiding van Frieda Brepoels tijdelijk opnieuw werd geïnstalleerd. Bij de hernieuwde gemeenteraadsverkiezingen in juni 2019 verloor de coalitie van Beter Bilzen, N-VA en Bilzen Bruist haar meerderheid. Daarop werd een coalitie gevormd tussen Trots op Bilzen en Beter Bilzen, die beschikten over 22 van de 31 zetels. Johan Sauwens (Trots op Bilzen) werd burgemeester tot april 2022 en werd vervolgens opgevolgd door Bruno Steegen (Beter Bilzen).

#### Resultaten gemeenteraadsverkiezingen van 1976 tot en met 2019
| Partij of kartel     | Partij of kartel                                   | 10-10-1976 | 10-10-1976 | 10-10-1982 | 10-10-1982 | 9-10-1988 | 9-10-1988 | 9-10-1994 | 9-10-1994 | 8-10-2000 | 8-10-2000 | 8-10-2006 | 8-10-2006 | 14-10-2012 | 14-10-2012 | 14-10-2018 | 14-10-2018 | 16-06-2019 | 16-06-2019 |
| Stemmen / Zetels     | Stemmen / Zetels                                   | %          | 27         | %          | 29         | %         | 29        | %         | 29        | %         | 29        | %         | 31        | %          | 31         | %          | 31         | %          | 31         |
| -------------------- | -------------------------------------------------- | ---------- | ---------- | ---------- | ---------- | --------- | --------- | --------- | --------- | --------- | --------- | --------- | --------- | ---------- | ---------- | ---------- | ---------- | ---------- | ---------- |
|                      | CVP1 / CD&V-NieuwA / Trots op BilzenB              | 48,131     | 15         | 39,571     | 12         | 27,871    | 8         | 21,791    | 7         | 17,881    | 5         | 32,4A     | 11        | 30,0A      | 10         | 33,6B      | 12         | 33,8B      | 12         |
|                      | NIEUW1 / VU2 / CD&V-NieuwA / Trots op BilzenB      | 17,561     | 4          | 29,281     | 9          | 36,312    | 12        | 41,22     | 14        | 29,541    | 10        | 32,4A     | 11        | 30,0A      | 10         | 33,6B      | 12         | 33,8B      | 12         |
|                      | PVV1 / VLD2 / Vldplus3 / Open Vld4 / Beter Bilzen5 | 13,951     | 3          | 18,011     | 5          | 16,981    | 5         | 13,792    | 4         | 18,072    | 6         | 24,23     | 8         | 17,24      | 5          | 21,85      | 7          | 27,55      | 10         |
|                      | SP1 / PRO-BilzenC / Bilzen Bruist2                 | 20,361     | 5          | 13,141     | 3          | 15,551    | 4         | 15,171    | 4         | 15,891    | 5         | 22,9C     | 7         | 17,9C      | 5          | 10,02      | 3          | 7,42       | 1          |
|                      | AGALEV1 / PRO-BilzenC / Groen2                     | -          |            | -          |            | -         |           | -         |           | 3,281     | 0         | 22,9C     | 7         | 17,9C      | 5          | 7,52       | 1          | 5,52       | 1          |
|                      | DEMO1 / PRO-BilzenC                                | -          |            | -          |            | -         |           | -         |           | 7,321     | 1         | 22,9C     | 7         | 17,9C      | 5          | -          |            | -          |            |
|                      | Vlaams Blok1 / Vlaams Belang2                      | -          |            | -          |            | -         |           | 4,071     | 0         | 8,021     | 2         | 14,82     | 4         | 6,82       | 1          | 9,02       | 2          | 13,82      | 4          |
|                      | N-VA                                               | -          |            | -          |            | -         |           | -         |           | -         |           | 5,7       | 1         | 28,1       | 10         | 18,1       | 6          | 12,0       | 3          |
|                      | BOK                                                | -          |            | -          |            | -         |           | 3,1       | 0         | -         |           | -         |           | -          |            | -          |            | -          |            |
|                      | W.O.W.                                             | -          |            | -          |            | -         |           | 0,6       | 0         | -         |           | -         |           | -          |            | -          |            | -          |            |
|                      | PVDA                                               | -          |            | -          |            | -         |           | 0,28      | 0         | -         |           | -         |           | -          |            | -          |            | -          |            |
|                      | D88                                                | -          |            | -          |            | 3,3       | 0         | -         |           | -         |           | -         |           | -          |            | -          |            | -          |            |
| Totaal stemmen       | Totaal stemmen                                     | 16224      | 16224      | 17916      | 17916      | 18965     | 18965     | 20225     | 20225     | 21316     | 21316     | 22246     | 22246     | 22835      | 22835      | 23412      | 23412      |            |            |
| Opkomst %            | Opkomst %                                          |            |            |            |            | 97,04     | 97,04     | 96,14     | 96,14     | 95,45     | 95,45     | 96,28     | 96,28     | 94,85      | 94,85      | 94,9       | 94,9       |            |            |
| Blanco en ongeldig % | Blanco en ongeldig %                               | 2,49       | 2,49       | 4,25       | 4,25       | 3,99      | 3,99      | 3,46      | 3,46      | 3,87      | 3,87      | 3,81      | 3,81      | 4,40       | 4,40       | 4,2        | 4,2        |            |            |

De zetels van de gevormde coalitie staan vetjes afgedrukt. De grootste partij is in kleur.
Voor de verkiezingsresultaten van 2024 en later zie de gemeente Bilzen-Hoeselt.

## Bezienswaardigheden
- Het stadhuis van Bilzen in Maaslandse renaissancestijl, gebouwd in 1686
- Sint-Mauritiuskerk in neogotische stijl en in kalksteen opgetrokken
- Kerkhofhuis aan de stedelijke begraafplaats, architect Guy Cleuren
- Standbeeld van Camille Huysmans, op de Markt
- Perroen, op de Markt. Opgericht in 1336, werd het perroen in 1799 afgebroken. In 1968 werd een replica geplaatst.
- Prieel, een voormalige kapel, aan de Demerlaan.
- Bilzermolen, een watermolen op de Demer, in het Park Haffmans
- Rentfortmolen, een watermolen op de Demer
- Biesenslagmolen, een watermolen op de Demer
- Begijnhofhuisje aan Begijnhof 6, enige restant van vroegere Begijnhof, in de kern 17e-eeuws
- Goed Petry, een monumentaal herenhuis uit 1865, en een park, aan Klokkestraat 19.
- Goed Claes, met park en herenhuis uit 1847, aan Sluisstraat 49.
- De Onze-Lieve-Vrouw-van-Bijstandkapel aan de Hasseltsestraat, uit 1843.
- De Heilig-Hartkerk in het gehucht Merem, een modern bakstenen gebouw uit 1966.

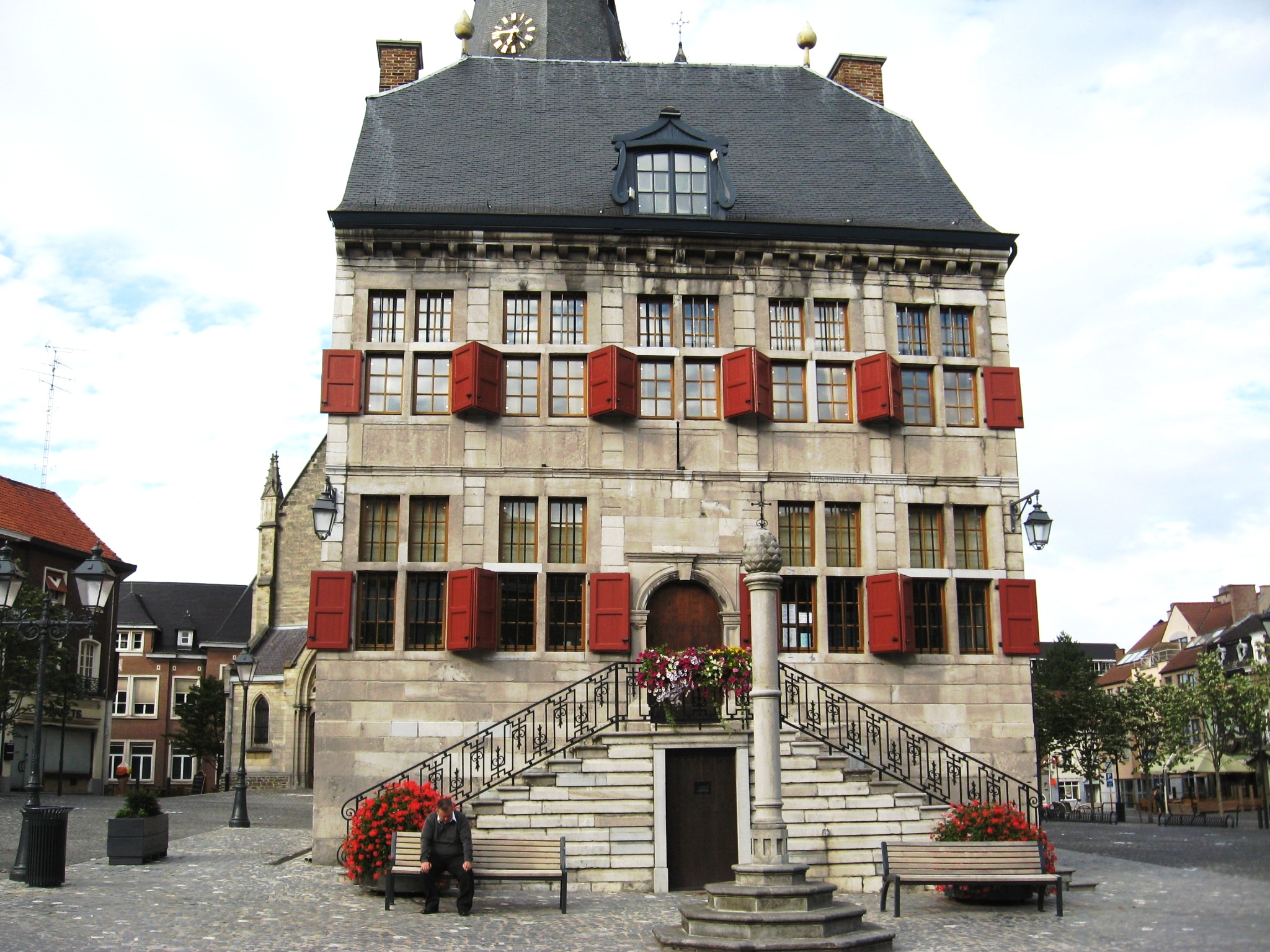
Het stadhuis
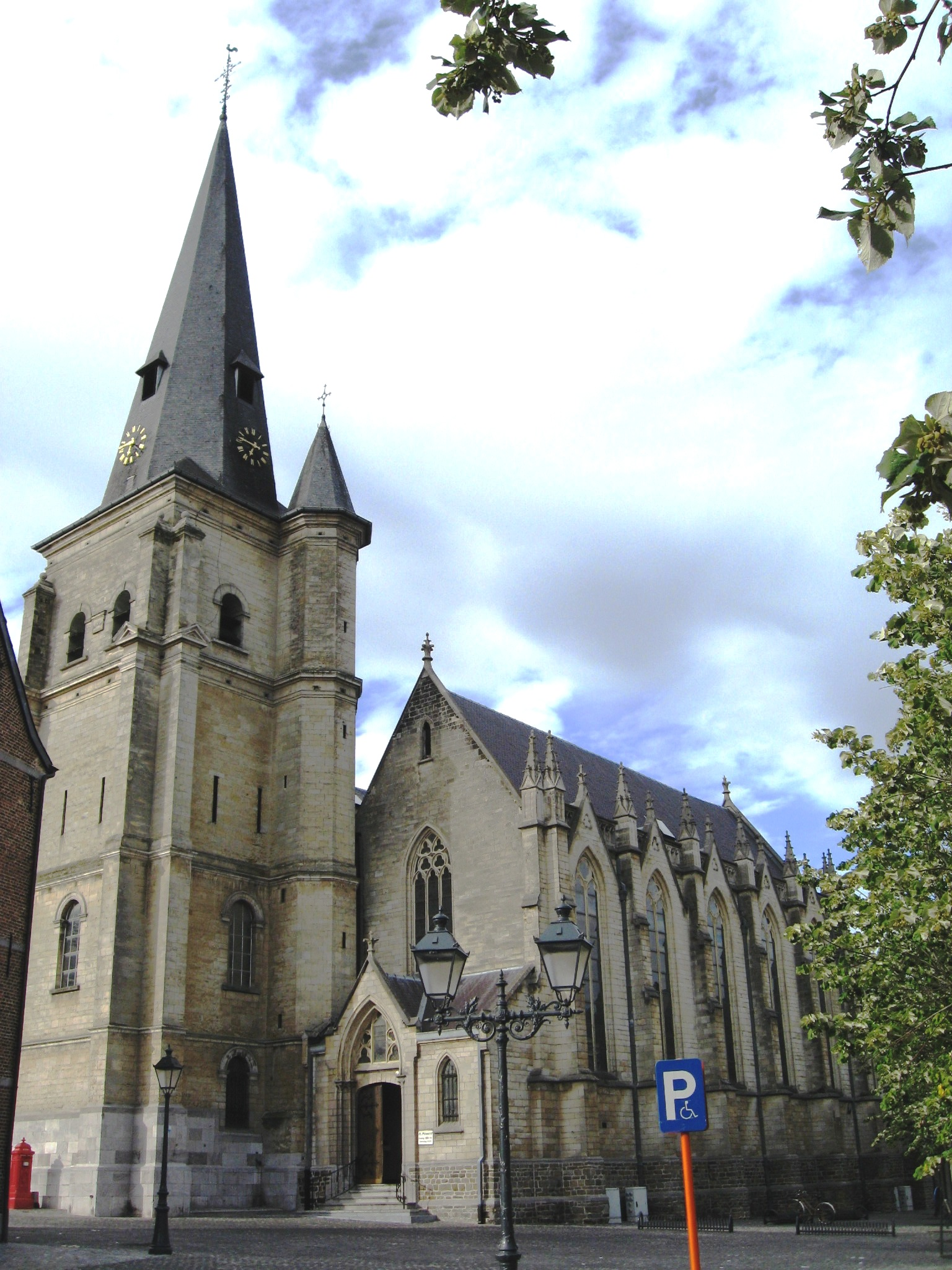
De Sint-Mauritiuskerk
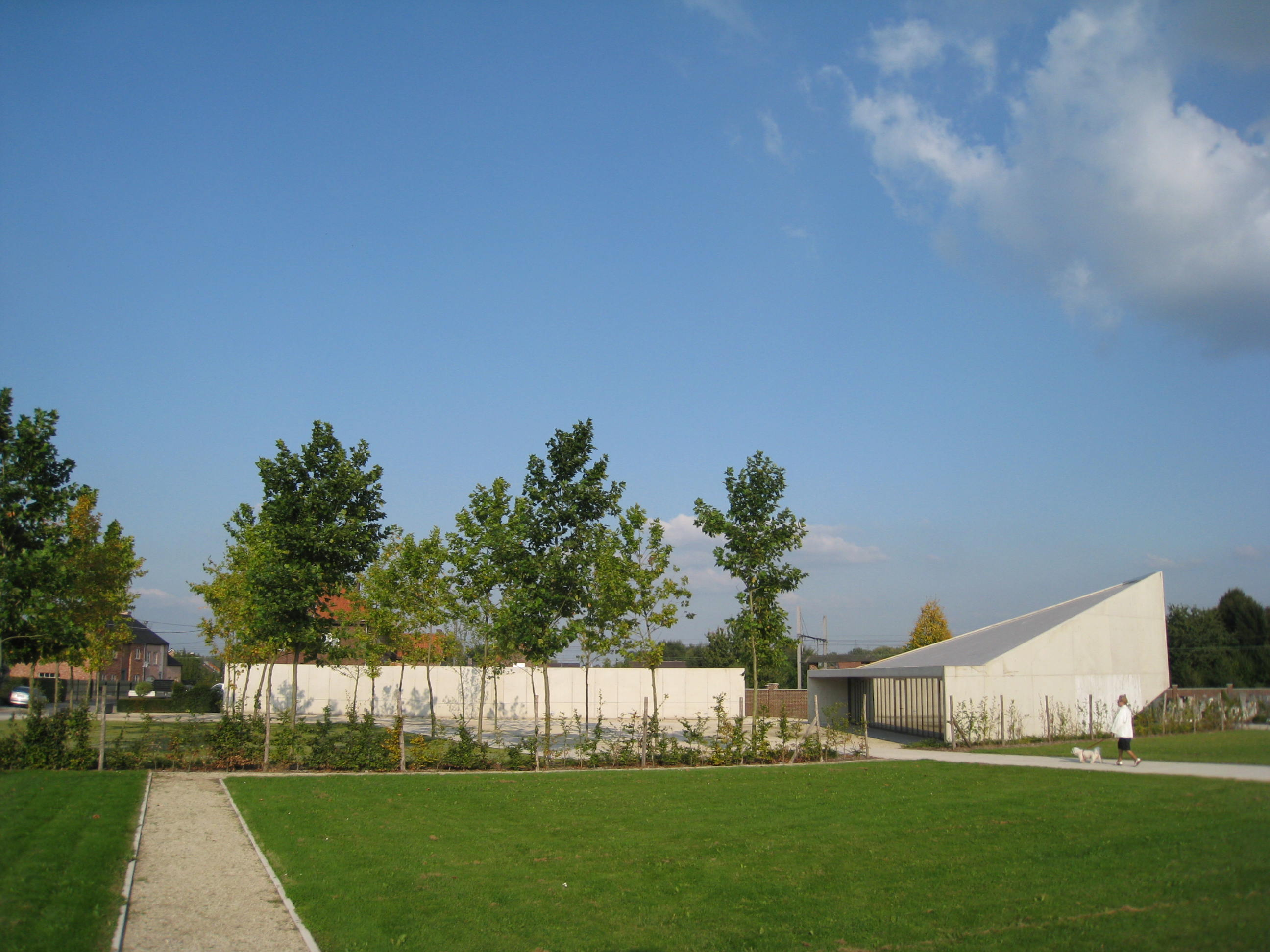
Kerkhofhuis aan de stedelijke begraafplaats te Bilzen, Belgisch-Limburg
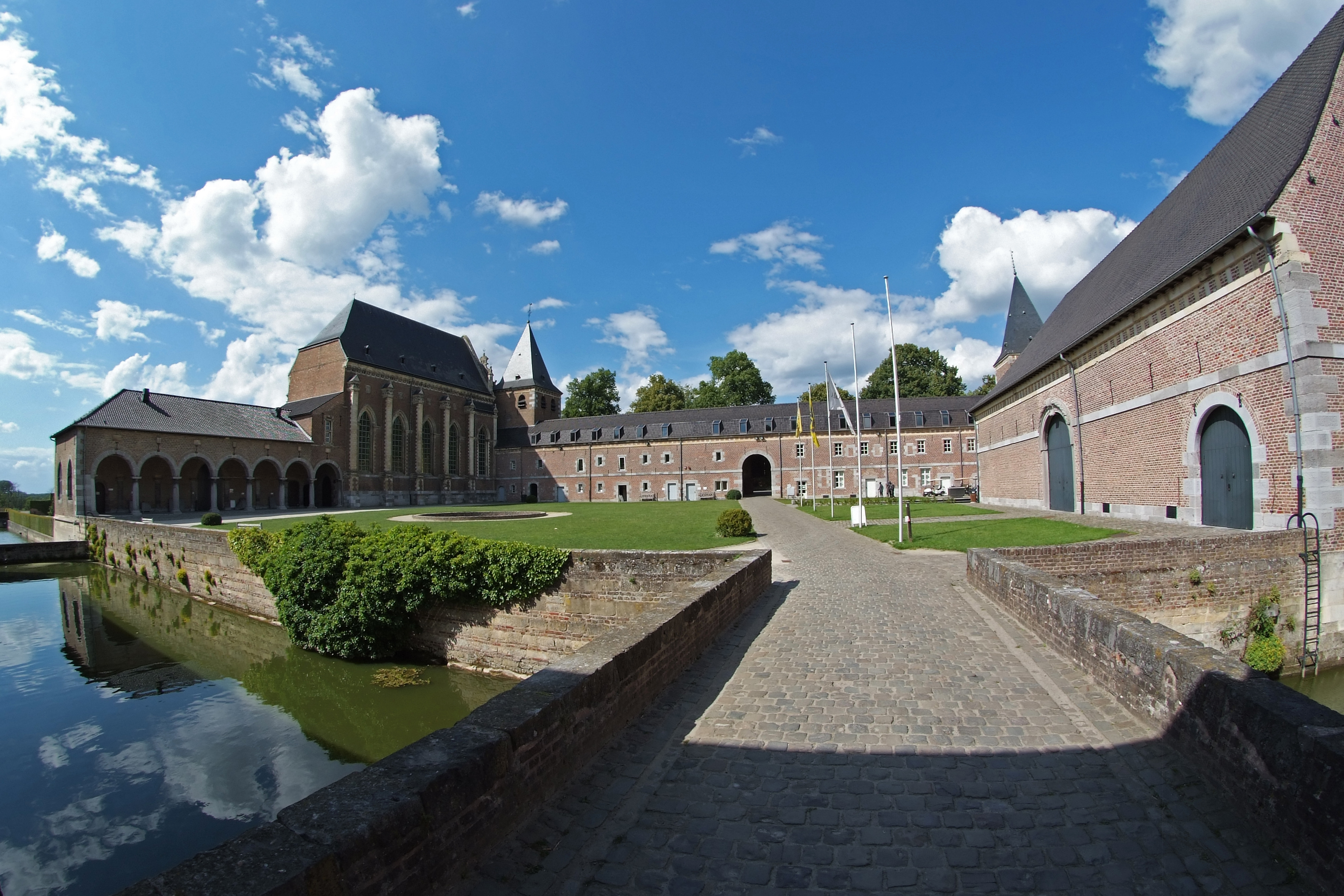
Landcommanderij Alden Biesen

## Natuur en landschap
Bilzen is gelegen in vochtig-Haspengouw in de vallei van de bovenloop van de Demer op een hoogte van ongeveer 50 meter, naar het westen aflopend tot 40 meter. De oostelijke oever is vrij steil (Borreberg, Katteberg) en loopt op tot 88 meter hoogte. De belangrijkste natuur- en recreatiegebieden zijn Park Haffmans en daarop aansluitend de Katteberg. In de stad zijn nog de parken Goed Petry en Goed Claes te vinden.

## Cultuur

### Evenementen en uitgaansleven
Bilzen stond vroeger bekend voor zijn muziekfestival Jazz Bilzen, het belangrijkste rockfestival van België in de jaren 60 en 70 voor de opkomst van Torhout-Werchter (het huidige Rock Werchter).
Bilzen heeft een levendig uitgaansleven. Rondom de markt bevinden zich tal van cafés, maar de jeugd is vooral te vinden in de nabijgelegen Brugstraat. De vele cafés daar sluiten pas in de vroege uurtjes hun deuren. Sinds 2004 is er een sluitingsuur van kracht: om 6u 's morgens moeten de klanten buiten en de deuren op slot.
Jaarlijks terugkerende evenementen zijn o.a.:
- Het nieuwjaarsconcert
- Carnavalsstoet, de zondag na Aswoensdag
- Emotions Festival, Multidisciplinair jongeren festival in CC De Kimpel
- Bilzen by Night, Hemelvaartsdag : liveoptredens in alle Bilzerse horecazaken
- Bilzen Run, in juni: loopwedstrijd
- Marktrock Bilzen (voorheen Terras Bilzen), in augustus: gratis liveoptredens en festiviteiten in het stadscentrum.

Het hele jaar door vinden er ook diverse activiteiten en evenementen plaats in CC De Kimpel en in de landcommanderij Alden Biesen.

### Media
Media in de gemeente Bilzen zijn onder andere Weekblad de Demer en het magazine 13, vernoemd naar het aantal deelgemeenten van Bilzen.
Bilzen heeft ook een eigen radio: BOO

## Mobiliteit
Bilzen is goed bereikbaar door haar ligging langs de autosnelweg E313, het Albertkanaal, en de spoorlijn tussen Hasselt en Luik.

## Economie
Bilzen maakt deel uit van het Economisch Netwerk Albertkanaal.

## Bekende Bilzenaren

### Geboren in Bilzen
- Casparis Haanen (1778-1849), schilder, etser, knipkunstenaar.
- Nicolaas Theelen (1848-1918), stichter, drukker en redacteur van Het Algemeen Belang (der provincie Limburg). (1879-1932)
- Henri Gielen (1849 - 1921), volksvertegenwoordiger
- Joseph Cuvelier (6 mei 1869 - 29 december 1947), algemeen rijksarchivaris
- Camille Huysmans (26 mei 1871 - 25 februari 1968), politicus
- Julien Schoenaerts (30 augustus 1925 - 7 september 2006), acteur
- Luc Appermont (4 oktober 1949), televisiepresentator
- Steve Stevaert (12 april 1954 - 2 april 2015), politicus
- Frieda Brepoels (7 mei 1955), politica
- Guy Swennen (30 juli 1956), politicus
- Francine Peeters (23 februari 1957), veldloopster
- Guido Brepoels (7 juni 1961), voetbalcoach
- Lisa del Bo (alias Reinhilde Goossens) (9 juni 1961), zangeres
- Frank Steijns (25 december 1970), violist
- Johan Danen (17 juni 1971), politicus
- Wouter Raskin (4 januari 1972), politicus
- Jan-Pieter Martens (23 september 1974), voetballer
- Kim Clijsters (8 juni 1983), tennisster
- Jan De Volder (2 augustus 1983), journalist
- Elke Clijsters (18 januari 1985), tennisster
- Jelle Vossen (22 maart 1989), voetballer
- Valérie Courtois (1 november 1990), volleybalster en zus van voetballer Thibaut Courtois
- Thibaut Courtois (11 mei 1992) , Voetballer Real Madrid C.F
- Dorien Motten (19 juli 1991), gymnaste
- Julie Biesmans (4 mei 1994), voetbalster
- Pieter Gerkens (17 februari 1995), voetballer

### Wonende in Bilzen
- Johan Sauwens (14 maart 1951), politicus
- Arnoud Raskin (23 februari 1973), initiatiefnemer en ontwerper van de mobiele school.

## Partnersteden

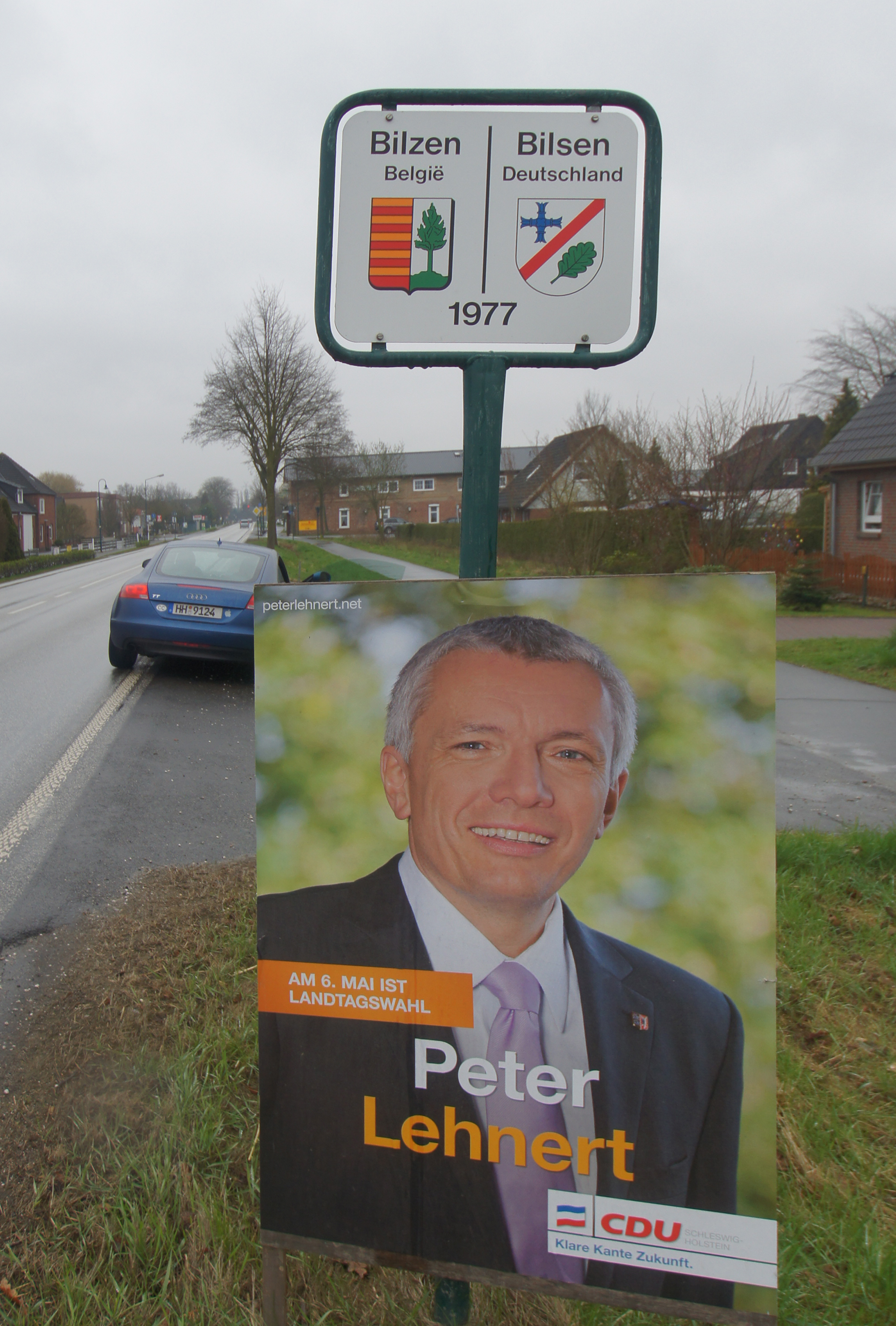
Bord aan de ingang van de zustergemeente Bilsen in Sleswig-Holstein

- Bilzen is sedert 1977 verbroederd met de Duitse gemeente Bilsen in Sleeswijk-Holstein.